# 趙勃
赵勃（？—？年），字肅之，直隶大名府開州長垣縣人，民籍。明朝政治人物。

## 生平
正德五年（1510年）庚午科順天府乡试舉人，九年（1514年）甲戌科二甲第六十名進士，授工部主事，轉户部郎中。